# Johanneskirken Kirkedistrikt
Johanneskirken Kirkedistrikt er omdannet pr. 1/10-2010 og Johanneskirken er teknisk overført til Brørup Sogn.
Johanneskirken Kirkedistrikt var et sogn i Malt Provsti (Ribe Stift). Sognet lå i Vejen Kommune, indtil Kommunalreformen i 2007 lå det i Brørup Kommune. I Johanneskirken Kirkedistrikt lå Johanneskirken i stationsbyen Brørup.